# Mongolisches Neujahrsfest

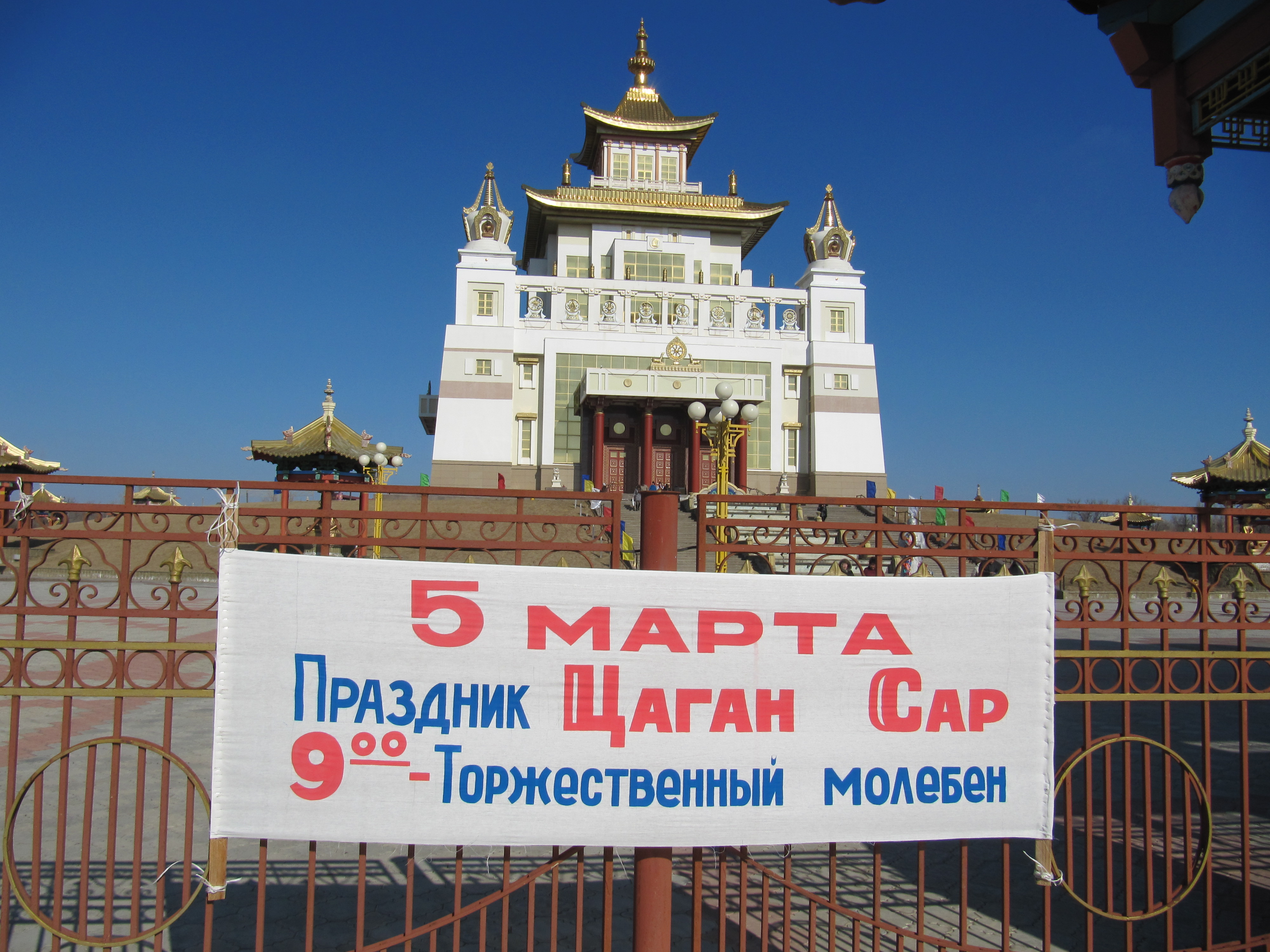
Plakat zum Neujahrsfest in Elista (Kalmückien)

Das mongolische Neujahrsfest, auch bekannt als Tsagaan Sar (mongolisch Цагаан сар / ᠴᠠᠭᠠᠨ
ᠰᠠᠷᠠ; wörtlich Weißer Mond) ist der erste Tag des Jahres nach dem mongolischen Lunisolarkalender. Das Neujahrsfest wird von den Mongolen in der Mongolei und in der Volksrepublik China gefeiert, aber auch von einigen mongolischsprachigen Völkern in Russland (wie Burjaten und Kalmücken). Sagaalgan (der weiße Monat) (Цагаан сар – mongolisch; Сагаан hара; Сагаалган – burjatisch; Цаhан сар – kalmückisch; Шагаа – tuwinisch; Чага Байрам – süd-altaisch) ist der wichtigste Feiertag der mongolisch- und mancher turksprachigen Völker, der sich auf den Beginn des neuen Jahres nach dem Mondkalender bezieht.

## Ursprung
Das Tsagan Sar-Fest geht auf die religiösen Traditionen der mongolischen Völker zurück. Es ist ein Symbol für die Erneuerung von Mensch und Natur, Offenheit und Reinheit der Gedanken, Hoffnung und gute Erwartungen. Der Name des Festes stammt von den mongolischen Wörtern Tsagan (Цагаан – weiß) und Sar (Сар – Monat). Der „weiße Monat“ galt ursprünglich als Milchfest und wurde im Herbst gefeiert. Zu dieser Zeit endete die Zubereitung von Milchprodukten, die in den Ferien konsumiert wurden. Tsagan Sar ist einer eines der rituellen Feste mit Elementen des alten Schamanismus.

## Zeitpunkt
Das Fest des „Weißen Mondes“ wird einen Monat nach dem ersten Neumond gefeiert, der auf die Wintersonnenwende folgt (also im Februar oder Ende Januar). Tsagaan Sar ist eines der wichtigsten mongolischen Feste und dauert im Kern drei Tage. Es kann mit dem chinesischen Neujahrsfest zusammenfallen. Über die Berechnung des genauen Datums besteht immer wieder einmal Uneinigkeit.
| 1900-02-01 | 1901-02-20 | 1902-02-09 | 1903-01-29 | 1904-02-17 | 1905-02-05 | 1906-02-24 | 1907-02-13 | 1908-02-03 | 1909-02-21 |
| 1910-02-10 | 1911-01-31 | 1912-02-19 | 1913-02-07 | 1914-02-25 | 1915-02-15 | 1916-02-04 | 1917-02-22 | 1918-02-12 | 1919-02-01 |
| 1920-02-20 | 1921-02-08 | 1922-01-28 | 1923-02-16 | 1924-02-05 | 1925-02-24 | 1926-02-13 | 1927-02-03 | 1928-02-22 | 1929-02-10 |
| 1930-01-30 | 1931-02-18 | 1932-02-07 | 1933-02-25 | 1934-02-14 | 1935-02-04 | 1936-02-23 | 1937-02-12 | 1938-02-01 | 1939-02-20 |
| 1940-02-09 | 1941-01-28 | 1942-02-16 | 1943-02-05 | 1944-02-25 | 1945-02-13 | 1946-02-03 | 1947-02-21 | 1948-02-10 | 1949-01-29 |
| 1950-02-17 | 1951-02-07 | 1952-02-26 | 1953-02-15 | 1954-02-04 | 1955-02-23 | 1956-02-12 | 1957-01-31 | 1958-02-19 | 1959-02-08 |
| 1960-02-27 | 1961-02-16 | 1962-02-05 | 1963-02-25 | 1964-02-14 | 1965-02-02 | 1966-02-21 | 1967-02-10 | 1968-01-30 | 1969-02-17 |
| 1970-02-07 | 1971-02-26 | 1972-02-15 | 1973-02-04 | 1974-02-23 | 1975-02-12 | 1976-02-01 | 1977-02-19 | 1978-02-08 | 1979-02-27 |
| 1980-02-17 | 1981-02-05 | 1982-02-24 | 1983-02-13 | 1984-02-02 | 1985-02-20 | 1986-02-09 | 1987-01-30 | 1988-02-18 | 1989-02-07 |
| 1990-02-26 | 1991-02-15 | 1992-02-04 | 1993-02-22 | 1994-02-11 | 1995-01-31 | 1996-02-19 | 1997-02-08 | 1998-02-27 | 1999-02-17 |
| 2000-02-06 | 2001-02-24 | 2002-02-13 | 2003-02-02 | 2004-02-21 | 2005-02-09 | 2006-01-30 | 2007-02-18 | 2008-02-08 | 2009-02-25 |
| 2010-02-14 | 2011-02-03 | 2012-02-22 | 2013-02-11 | 2014-01-31 | 2015-02-19 | 2016-02-09 | 2017-02-27 | 2018-02-16 | 2019-02-05 |
| 2020-02-23 | 2021-02-12 | 2022-02-01 | 2023-02-20 | 2024-02-10 | 2025-01-29 | 2026-02-17 | 2027-02-06 | 2028-02-24 | 2029-02-13 |

## Zeremonie
Am Neujahrsfest zünden Familien Kerzen an Altaren an, welche die buddhistische Erleuchtung symbolisieren. Zudem begrüßen sich die Leute mit für Tsagaan Sar spezifische Begrüßungen, darunter Амар байна уу? (Amar baina uu?), was „Gibt es Frieden?“ bedeutet. Viele Mongolen besuchen an diesem Tag auch ihre Freunde und Familie und tauschen Geschenke aus. Eine typische mongolische Familie würde sich zum Beispiel im Haus des ältesten Familienangehörigen treffen. Die meisten Mongolen kleiden sich zudem in nationalen mongolischen Kleidungsstücken. Während sie ihre ältesten Angehörigen während des Tsagaan Sar begrüßen, führen Mongolen die sogenannte Dsolgoch (mn. Золгох) aus, indem sie ihre Ellbogen greifen, um Unterstützung zu symbolisieren. Der Älteste erhält diesen Gruß von jedem Familienmitglied, abgesehen von ihrem/seinem Ehepartner. Während der Begrüßungszeremonie halten Familienmitglieder für gewöhnlich lange blaue Seidentücher, welche Khata genannt werden. Nach der Zeremonie isst die gesamte Familie Schafsschwanz, Hammel, Reis mit Rosinen, Molkereiprodukte und Buuds. Zusätzlich trinkt man Airag und tauscht Geschenke aus.
Der Tag vor Tsagaan Sar wird Bitüün (битүүн) genannt, was für dunkler Mond steht. Die Mondphasen heißen Bitüün (dunkler Mond), Shined (zunehmender Mond), Tergel (Vollmond) und Huuchid (abnehmender Mond). Am Bitüün-Tag putzen alle Familien das Haus, wobei Hirten zudem die Scheunen der Viehherden putzen, um dem neuen Jahr „frisch“ zu begegnen. Die Bitüün-Zeremonie enthält zudem das Anzünden von Kerzen, um die Erleuchtung aus dem Samsara zu symbolisieren. Zudem werden drei Stücke Eis vor die Tür gelegt, damit das Pferd der Gottheit Pelden Lhamo davon trinken kann, da die Gottheit an diesem Tag jeden einzelnen Haushalt besuchen soll. Abends versammeln sich Familien aus engen Kreisen als Kontrast zu den riesigen Familienzusammenkünften des Tsagaan Sar-Tages und blicken gemeinsam auf das fast vollendete Jahr zurück, während sie Buuds und Molkereiprodukte essen. Nach der Tradition legen die Mongolen an diesem Tag alle Fehler des alten Jahres bei und begleichen ihre Schulden.

## Tradition des Feierns
Drei Tage vor dem Feiertag findet in den Tempeln ein besonderes Gebet statt, das den Dharmapala gewidmet ist – den zehn Gottheiten, die die Lehre beschützen.
Die größte Verehrung unter ihnen wird der Göttin Shri Devi (tibetisch Pelden Lhamo) zuteil, die als Schutzpatronin der tibetischen Hauptstadt Lhasa gilt. Zu ihren Ehren wird ein separates Gebet am Tag unmittelbar vor dem neuen Jahr begangen. Es wird angenommen, dass die Göttin Pelden Lhamo am Neujahrstag dreimal die Erde im Kreis umrundet und ihre Besitztümer überprüft: ob alle bereit sind, das neue Jahr zu feiern, ob das Haus sauber ist, ob die Kinder gepflegt wurden, ob das Vieh gefüttert wurde. Die Fahrlässigen werden im kommenden Jahr bestraft und dem Schutz der Göttin beraubt, die Würdigen werden ermutigt und können auf ihre Hilfe zählen. Um den Segen der Göttin zu erhalten, wird empfohlen, die ganze Nacht bis 6 Uhr morgens nicht zu schlafen und entweder die Gebete im Tempel zu besuchen oder zu Hause Mantras zu lesen und zu üben. Für diejenigen, die nicht schlafen und sie um Hilfe bitten, wird Pelden Lhamo seine Schirmherrschaft ausüben und bei der Lösung komplexer Fragen helfen.
Ein charakteristisches Element des Festes ist auch der Ritus von Dugjuuba, der am Vorabend des Festes (der 30. des zwölften Monats nach dem Mondkalender) im Tempel stattfindet. Es ist eine Zeremonie der spirituellen Reinigung, die durchgeführt wird, um sicher vom alten ins neuen Jahr zu kommen und die Last der Sünden und Unglücke des letzten Jahres loszuwerden. Bei diesem Gebet ist es üblich, sich zu Hause mit einem Stück Teig (nur Mehl und Wasser, ohne Zusätze) abzuwischen – den Teig über die gesamte Oberfläche seines Körpers zu rollen, während man sich vorstellt, dass alles Schlechte aus dem Körper gezogen wird: Krankheit, Verderb und negative Emotionen. Dann müssen diese Tabalenen – die „Symbole des Bösen“ – in das rituelle Lagerfeuer geworfen werden, das im Hof des Tempels nach dem Gottesdienst entzündet wird – und alles Schlechte wird im Lagerfeuer verbrannt.

## Essen
Traditionelle Speisen für das Fest umfassen Molkereiprodukte, Reis mit Quark (tsagaa-цагаа) oder Reis mit Rosinen (berees-бэрээс), eine Pyramide aus traditionellem Gebäck, welche sich auf einem großen Teller erstreckt und den Meru-Berg oder das Shambhala-Reich symbolisiert, eine Portion gegrilltes Schafsfleisch und in Teig gedämpftes Rinder- oder Lammhackfleisch (buuds-бууз), Pferdefleisch und traditionelle Kekse.

## Im Sozialismus
In der Zeit des Sozialismus in der Mongolei verbot die Regierung Tsagaan Sar und versuchte 1960, das Fest durch einen Feiertag namens Tag des Kollektiv-Hirten (Нэгдэлчдийн өдөр) zu ersetzen, jedoch wurde Tsagaan Sar nach der demokratischen Revolution wieder eingeführt.

## Belege
1. ↑  Tsagaan Sar the main celebration of the Mongols. In: toursmongolia.com. Abgerufen am 2. August 2020 (englisch).
2. 1 2  Mongoluls.net Tsagan Sar: The Mongolian Lunar New Year. Mongoluls 2007. Abgerufen am 2. September 2023. (englisch)
3. ↑  siehe Цагаан сар хэзээ болж байсан бэ? (Memento vom 4. März 2018 im Internet Archive) In: für die Jahre 1900 bis 2009 (mongolisch).
4. ↑  für 2009 siehe Alan J. K. Sanders: Historical dictionary of Mongolia (= Historical dictionaries of Asia, Oceania, and the Middle East. Band 74). 3. Auflage. Scarecrow Press, Lanhan 2010, S. 138 (englisch, Volltext in der Google-Buchsuche).
5. ↑  sonin.mn: Монгол одон зурхайн тоолол ба “Алтан унжлагат” хэмээх гал тахиа жилийн төлөв байдал. (1896–2017) unter Berufung auf Prof. L. Terbisch (Лхасрангийн Тэрбиш, mongolisch)
6. ↑  Амар байна уу? (Are you rested/peaceful?) (englisch)
7. 1 2 3  Tsagaan Sar, the Lunar New Year. (Memento vom 13. November 2006 im Internet Archive) In: mongoliatoday.com (englisch)
8. ↑  Абаева Л. Л. История распространения буддизма в Бурятии // Буряты. М.: Наука, 2004. — ISBN 5-02-009856-6 — с. 411 (mongolisch)
9. ↑  Kohn, Michael. Lonely Planet Mongolia. Lonely Planet, 2008, ISBN 978-1-74104-578-9, S. 44 (englisch)
10. ↑  Marsh, Peter. The Horse-head Fiddle and the Cosmopolitan Reimagination of Tradition of Mongolia. Routledge, 2009, ISBN 978-0-415-97156-0, S. 136 (englisch)